# Grupo União Sport
El União de Montemor es un equipo de fútbol de Portugal que juega en la Liga Regional de Évora, la quinta liga de fútbol más importante del país.

## Historia
Fue fundado en el año 1914 en la localidad de Montemor-o-Novo del distrito de Évora y es un equipo que ha pasado la mayor parte de su historia en las ligas regionales de Portugal, aunque han aparecido en la Copa de Portugal en más de 40 ocasiones, aunque en una ocasión accedieron a la ronda de los mejores 32.
La principal fortaleza del club ha sido la formación y venta de jugadores, principalmente a los equipos SC Beira-Mar y Gil Vicente FC.

## Estadio
El club juega sus partidos de local en el Estádio 1º de Maio con capacidad para 2.000 espectadores, inaugurado el 1 de mayo de 1927 y fue remodelado por primera vez en 1985. En 1996 fue acondicionado para partidos oficiales de la FIFA y en el 2004 fue la sede de la final de la Copa de Portugal de rugby, es de césped natural, con pista de atletismo, una cancha de fútbol 5 y un pequeño centro médico.